# Natalia Wörner
Natalia Wörner, née le 7 septembre 1967 à Stuttgart, est une actrice allemande.

## Filmographie partielle
- 1992 : Thea und Nat de Nina Grosse
- 1992 : Glück 1 de Lih Janowitz : Lidia
- 1994 : Leni (de), téléfilm de Leo Hiemer : Mère de Leni
- 1994 : Frauen sind was Wunderbares (Les femmes sont une chose merveilleuse) (de) de Sherry Hormann : Ria
- 1994 : Blut an der Wiege, téléfilm de Markus Fischer : Edith Berger
- 1994 : Les Vainqueurs (de) de Dominik Graf : Saide
- 1994 : La Machine, de François Dupeyron : Marianne
- 1995 : Der Elefant vergißt nie, court-métrage de Detlev Buck
- 1995 : Kinder der Nacht, téléfilm de Nina Grosse : Meret
- 1995 : Um die 30, série télévisée : Tina
- 1995 : Unter Druck, téléfilm de Peter Pistor : Nina
- 1996 : Fête des pères (de) de Sherry Hormann : Susanne
- 1996-1999 : Tatort, série télévisée : Vera Furthwängler / Milena Ems
- 1997 : Die letzte Sekunde cort-métrage de Tim Trageser : Silva
- 1997 : Spiel um dein Leben, téléfilm de Friedemann Fromm : Eve / Jana
- 1998 : Le Prix à payer (Vickys Alptraum) téléfilm de Peter Keglevic : Karla
- 1998 : Der Rosenmörder, téléfilm de Matti Geschonneck : Mrs. Bettina
- 1998 : Mammamia (de), téléfilm de Sandra Nettelbeck : Lena
- 1998 :Zur Zeit zu zweit, téléfilm : Vanessa
- 1998 : Der Handymörder, téléfilm : Nicola Helling
- 1998 : La Boutique (Der Laden) (de) téléfilm de Jo Baier : Nona
- 1999 : Nanà, téléfilm : Sabine
- 1999 : Zum Sterben schön, téléfilm : Johanna Häberle
- 1999 : Das Tal der Schatten : Corinna
- 1999 : Der Feuerteufel - Flammen des Todes, téléfilm : Lena Schubert
- 2000 : Frauen lügen besser, téléfilm : Anna
- 2000 : Bella Block, téléfilm : Christa Knopp
- 2001 : Klassentreffen - Mordfall unter Freunden, téléfilm : Nina
- 2001 : Suck My Dick (Suce ma bite) (de) de Oskar Roehler : Tina
- 2001 : Verbotene Küsse, téléfilm : Martina
- 2002 : Der Seerosenteich, téléfilm : Isabelle Corthen
- 2002 : Le prix du rêve (Schleudertrauma), téléfilm : Corinna
- 2002 : Liebe unter Verdacht, téléfilm : Eva Bartok
- 2003 : Liebe und Verlangen : Jeanne
- 2003 : Le merveilleux Noël de Lena (Wenn Weihnachten wahr wird), téléfilm : Marie Strasser
- 2004 - 2007 : Le Dernier Témoin (Der letzte Zeuge), série télévisée : Julia Wander / Tanja Wrobels
- 2004 : Experiment Bootcamp, téléfilm : Britta Seidel
- 2004 : Une femme exemplaire (Für immer im Herzen), téléfilm : Julia Berger
- 2005 : Sauvés par l'amour (Das Geheimnis des roten Hauses), téléfilm : Liliane Clermont
- 2005 : Miss Texas, téléfilm : Katharina
- 2006-2023 : Unter anderen Umständen, série télévisée, 21 épisodes : Jana Winter
- 2006 : 20 nuits et un jour de pluie : La femme
- 2006 : Au cœur de la tempête (Die Sturmflut) téléfilm : Susanne Lenz
- 2006 : Der beste Lehrer der Welt, téléfilm : Friederike Schelle
- 2007 : Un désir d'adoption (Durch Himmel und Hölle) téléfilm : Rebecca Gerling
- 2008 : Die Lüge téléfilm : Susanne Lasko / Nadia Trenkler
- 2009 : Mein Mann, seine Geliebte und ich, téléfilm de Dagmar Hirtz : Amanda 'Dana'
- 2009 : Four Seasons, mini-série télévisée : Charlotte Combe alias Lara Jones
- 2010 : Les Piliers de la terre (The Pillars of the Earth), mini-série télévisée : Ellen
- 2011 : Cenerentola, téléfilm : Irène de Luca
- 2011 : Flemming, série télévisée : Senta Warburg
- 2011 : Das Kindermädchen, téléfilm : Sigrun Zernikow
- 2012 : Querelles de clocher (Die Kirche bleibt im Dorf), téléfilm d'Ulrike Grote : Maria Häberle
- 2013 : Échangés à la naissance (Christoph Schnee), téléfilm : Antonia Greve
- 2014 : L'Homme de fer (Götz von Berlichingen) : Adelheid von Walldorf
- 2012 : Querelles de clocher 2 (de), téléfilm d'Ulrike Grote : Maria Häberle
- 2022 : Victime du silence (Die Macht der Frauen), téléfilm de Lars Becker : Annabelle Martinelli[1]